# Algoasaurus
Algoasaurus (лат., буквально: ящер залива Алгоа) — род завроподных динозавров, живших во времена раннемеловой эпохи. Известен по ископаемым остаткам из Восточно-Капской провинции (ЮАР). Относят к Eusauropoda, хотя иногда его относят к титанозавридам. Типовой вид Algoasaurus bauri был назван Робертом Брумом в 1904 году по заднему позвонку, бедру и ногтевой фаланге. Окаменелости были обнаружены в 1903 году рабочими в карьере, которые не признали их в качестве образца динозавра, многие из костей были переделаны в кирпичи и таким образом уничтожены. Животное могло быть около 9 м (30 футов).